# 津輕郡 (渡島國)
津輕郡（日语：／ Tsugaru gun */?）為過去日本北海道渡島國轄下的郡，轄區為現在的松前町。已於1881年與福島郡合併為松前郡。

## 沿革
- 1869年8月15日：北海道設置11國86郡，渡島國津轻郡成立。
- 1881年：與福島郡合併為松前郡。